# Tönnies Evers Starszy
Tönnies Evers Starszy (ur. przed 1540; zm. po 1580) – rzeźbiarz i snycerz z Lubeki, działający w okresie renesansu.

## Życiorys
Mistrz lubeckiego urzędu stolarskiego (niem. Tischleramt) w latach 1556-1580. Ojciec Tönniesa Eversa Młodszego. 
Autor wielu prac snycerskich zdobiących wnętrza budynków Lubeki, z których nieliczne tylko przetrwały do dziś, np. portal w lubeckim ratuszu.